# L'altra faccia di Gino Paoli/L'altra faccia dei Ricchi e Poveri
L'altra faccia di Gino Paoli/L'altra faccia dei Ricchi e Poveri è uno split album pubblicato dalla CGD (catalogo FG 5097) nel 1971.

## Descrizione
Sul lato A di questo album import sono inclusi sei brani dei Ricchi e Poveri, precedentemente usciti su tre 45 giri per l'etichetta CBS tra il 1968 e il 1969: si tratta dei singoli d'esordio del gruppo.
Nel lato B vengono raccolte sei canzoni del cantautore Gino Paoli, già incise su tre 45 giri della CGD pubblicati tra il 1966 e il 1967.

## Tracce

### Lato A –L'altra faccia dei Ricchi e Poveri
1. Era mercoledì (Franco Califano, Franco Gatti)
2. Si fa chiara la notte (Giancarlo Bigazzi)
3. La mia libertà (Franco Califano, Maurice Gibb, Robin Gibb, Barry Gibb) – cover di Gilbert Green dei Bee Gees e Gerry Marsden
4. Quello che mi hai dato (Franco Califano, Franco Gatti)
5. L'ultimo amore (Mogol, James Cason, Mack Gayden) – cover di Everlasting love di Robert Knight, portata al successo dai Love Affair
6. Un amore così grande (Franco Califano, Guido Lombardi)

### Lato B –L'altra faccia di Gino Paoli
1. A che cosa ti serve amare (Gino Paoli)
2. Il mondo in tasca (Gino Paoli, Vito Pallavicini)
3. Io che sarei (Paolo Barosso, Jackie Trent)
4. Due ombre lunghe (Gino Paoli)
5. Sempre (Gino Paoli)
6. Un uomo che vale (Gino Paoli)